# Свободинский сельсовет (Башкортостан)
Свободинский сельсовет — муниципальное образование в Куюргазинском районе Башкортостана.
Административный центр — село Свобода.

## История
Согласно Закону о границах, статусе и административных центрах муниципальных образований в Республике Башкортостан имеет статус сельского поселения.
19 ноября 2008 года в состав сельсовета вошли 2 из 5 деревень Абдуловского сельсовета — Тимербаево и Кинья-Абыз, расформированного согласно Закону Республики Башкортостан от 19.11.2008 г. N 49-З «Об изменениях в административно-территориальном устройстве Республики Башкортостан в связи с объединением отдельных сельсоветов и передачей населённых пунктов».

## Население
| 2002  | 2009  | 2010  | 2012  | 2013  | 2014  | 2015  |
| ----- | ----- | ----- | ----- | ----- | ----- | ----- |
| 1417  | ↗1581 | ↘1513 | ↘1479 | ↘1430 | ↘1371 | ↘1325 |
| 2016  | 2017  | 2018  |       |       |       |       |
| ↘1269 | ↘1238 | ↘1214 |       |       |       |       |

## Состав сельского поселения
| № | Населённый пункт | Тип населённого пункта       | Население |
| - | ---------------- | ---------------------------- | --------- |
| 1 | Свобода          | село, административный центр | ↘629      |
| 2 | Тюканово 2-е     | деревня                      | ↗439      |
| 3 | Тимербаево       | деревня                      | ↘298      |
| 4 | Кинья-Абыз       | деревня                      | ↘147      |

## Известные уроженцы
- Арасланов, Гафиатулла Шагимарданович (20 сентября 1915 — 5 января 1945) — советский военнослужащий, майор, командир танкового батальона, Герой Советского Союза[13].
- Бакирова, Миниса Минивалеевна (род. 27 декабря 1947) — актриса Стерлитамакского театра драмы, Народная артистка БАССР[14].
- Биктимиров, Салман Галиахметович (14 августа 1913 — 24 февраля 1971) — старший сержант Рабоче-крестьянской Красной армии, участник Великой Отечественной войны, Герой Советского Союза[15].
- Кинзя Арсланов (1723 — 1774?) — основатель аула (1770 год), один из руководителей Крестьянской войны 1773-75 гг[16].
- Юмагулов, Ильшат Халилович (26 января 1932 — 6 ноября 2007) — советский башкирский актёр и драматург[17].

## Достопримечательности
- Музей Кинзи Арсланова — муниципальное бюджетное учреждение культуры и искусства[18][19].